# Grevillea ilicifolia
Grevillea ilicifolia là một loài thực vật có hoa trong họ Quắn hoa. Loài này được (R.Br.) R.Br. miêu tả khoa học đầu tiên năm 1830.